# 주한 볼리비아 대사관
주한 볼리비아 다민족 국가 대사관(스페인어: Embajada del Estado Plurinacional de Bolivia en la República de Corea) 또는 주한 볼리비아 대사관은 대한민국 서울특별시 중구 세종대로 55 부영태평빌딩 20층에 위치하고 있는 볼리비아 대사관이다.

## 역사
볼리비아는 1965년 4월 25일에 대한민국과 외교 관계를 수립했다. 대한민국 정부는 1976년 7월 6일에 볼리비아 라파스에 주볼리비아 대한민국 대사관을 설립했다. 볼리비아 정부는 대한민국과 수교한 이후에 한동안 주일본 볼리비아 대사관에서 대한민국과 관련된 외교 임무를 겸임해 오다가 1981년 8월 18일에 대한민국 서울에 주한 볼리비아 대사관을 설립했다.

## 주요 업무
주요 업무는 대한민국 정부와의 외교 교섭과 국제 협력, 경제, 통상 교섭, 양국 문화, 학술, 체육 교류 및 협력, 외교 정책 홍보, 대한민국 거주 볼리비아 국민의 보호와 지도, 문서의 공증, 국적, 호적, 여권 및 사증 업무 등이다.

## 같이 보기
- 대한민국-볼리비아 관계
- 주볼리비아 대한민국 대사관
- 볼리비아의 재외공관 목록
- 대한민국 주재 외국공관 목록